# Terry Ryan (tennista)
Terence Ryan, detto Terry (Johannesburg, 27 aprile 1942), è un ex tennista sudafricano.

## Carriera
Ha iniziato a competere poco prima dell'era Open, a Wimbledon 1966 riuscì ad eliminare all'esordio Nicola Pietrangeli e raggiungere il terzo turno, otterrà una seconda vittoria sull'italiano al Bologna Indoor 1971. Sempre sull'erba londinese ma nel 1969 affronta al secondo turno Arthur Ashe e dopo aver vinto i primi due set si arrende al fuoriclasse statunitense sfiorando soltanto l'impresa di eliminare la quinta testa di serie.
Nel doppio maschile ha raggiunto gli ottavi di finale al Roland Garros 1971 in coppia con Željko Franulović e ha ripetuto il risultato nel doppio misto a Wimbledon 1964 insieme a Pat Walkden.